# المهرجان (قصة قصيرة)
«المهرجان» (بالإنجليزية: The Festival)‏ هي قصة قصيرة بقلم هوارد فيليبس لافكرافت كتبها في أكتوبر 1923، ونشرت في عدد يناير 1925 من مجلة حكايات غريبة. وهي تعتبر من أوائل من قصصه عن حكايات كثولو ميثوس.